# Диджимон: Филмът
„Диджимон: Филмът“ (на английски: Digimon: The Movie) е американско-японска анимационна филмова адаптация от 2000 г., продуциран от Сабан Ентъртеймънт и разпространен от Туентиът Сенчъри Фокс като част от поредицата „Диджимон“. Филмът включва кадри от късометражните филми Digimon Adventure (1999), Digimon Adventure: Our War Game! (2000) и Digimon Adventure 02: Digimon Hurricane Landing!! / Transcendent Evolution!! The Golden Digimentals (2000).